# Aurimas Tručinskas
Aurimas Tručinskas (ur. 25 października 1994 w Wilnie) – litewski piłkarz występujący na pozycji obrońcy.

## Kariera
Profesjonalną karierę piłkarską rozpoczął w FK Žalgiris Wilno. W 2013 roku zdobył tytuł mistrza Litwy w piłce nożnej. Od 1 marca 2014 do 1 listopada 2014 przebywał na wypożyczeniu w Utenisie Uciana. 17 listopada zadebiutował w młodzieżowej reprezentacji Litwy w meczu przeciwko Białorusi. 1 stycznia 2015 został zawodnikiem Utenisu Uciana na zasadzie transferu definitywnego 22 lipca 2017 przeszedł do FK Jonava. 24 lutego zmienił klub na Atlantas Kłajpeda. 19 kwietnia 2019 został wolnym zawodnikiem. Latem 2019 roku został graczem FK Palanga, gdzie występował przez jedną rundę.

## Sukcesy
FK Žalgiris Wilno
- mistrzostwo Litwy: 2013